# Johann Christian von Hellbach
Johann Christian Hellbach, ab 1819 von Hellbach, (* 15. Juli 1757 in Arnstadt; † 18. Oktober 1828 ebenda) war ein deutscher Jurist, Historiker und Autor.

## Leben
Er war der Sohn des Ludwig Gottfried Hellbach. Hellbach besuchte das Arnstädter Gymnasium unter Leitung des Historikers Johann Gottlieb Lindner (1726–1811), dessen „Johann Gottlieb Lindners …. kurze Selbstbiographie“ Hellbach im Jahr 1812 veröffentlichte. Von 1777 bis 1780 studierte er Rechtswissenschaften und lebte anschließend zunächst in Arnstadt im Haus Nr. 204 (später Zimmerstraße 12), das man auch „Engelsburg“ nannte. Ab 1788 lebte er auf seinem Rittergut bei Berga und war in Wechmar bei Gotha als herzoglich sachsen-coburg-meiningischer Kommissionssekretär tätig. Schließlich wieder in seine Heimatstadt Arnstadt zurückgekehrt, avancierte er zum fürstlich schwarzburg-sondershausener Regierungsadvokat und Hofrat.
Hellbach heiratete am 17. Mai 1789 auf seinem Rittergut bei Berga Charlotte Friedericka Wilhelmina Ernestina von Berga (* 16. September 1762 in Berga).
Am 3. Dezember 1819 wurde ihm vom Fürsten Günther Friedrich Carl I. der alte Adelsstand seiner Familie für das Fürstentum Schwarzburg-Sondershausen bestätigt und erneuert.

## Werke (Auswahl)
Hellbach schrieb einige juristische und etliche andere Bücher über die thüringische und speziell schwarzburgische Geschichte, darunter
- Handbuch des Rangrechts. Haueisens Wittwe, Ansbach 1804 (Digitalisat).
- Archiv für die Geographie, Geschichte und Statistik der Grafschaft Gleichen und ihrer Besitzer. 2 Bände, Schnuphasische Buchhandlung, Altenburg 1805 (Band 1, Band 2).
- Adels-Lexikon. 2 Bände, Voigt, Ilmenau 1825/26 (Band 1, Band 2).
- Archiv von und für Schwarzburg. Hanisch, Hildburghausen 1787 (Digitalisat); Nachtrag von 1789.
- Historische Nachrichten von den thüringischen Bergschlössern Gleichen, Wachsenburg und Mühlberg. Keyser, Erfurt 1802 (Digitalisat).
- Grundriß der zuverlässigeren Genealogie des fürstlichen Hauses Schwarzburg. Hof-, Buch- und Kunsthandlung, 1820.
- Handbuch des Schwarzburg-sondershausener, besonders neueren Privatrechts. 1820.
- Nachricht von der sehr alten Lieben Frauen-Kirche und von dem dabei gestandenen Jungfrauen–Kloster zu Arnstadt. Arnstadt 1821; 2. Ausgabe 1828 (Digitalisat).
- Niklas Christoph Reichsfreiherr von Lynker: ein biographischer Versuch. Wittekindt, Eisenach 1789 (Digitalisat).